# Gastrocopta ogasawarana
Gastrocopta ogasawarana е изчезнал вид малко сухоземно коремоного от семейство Vertiginidae.

## Разпространение
Видът е бил ендемичен за Япония.